# Nizkij (bergspass)
Nizkij är ett bergspass i Antarktis. Det ligger i Östantarktis. Australien gör anspråk på området. Nizkij ligger 575 meter över havet.
Terrängen runt Nizkij är huvudsakligen platt, men västerut är den kuperad. Nizkij ligger nere i en dal. Trakten är obefolkad. Det finns inga samhällen i närheten.